# Sèrie 120 de Renfe

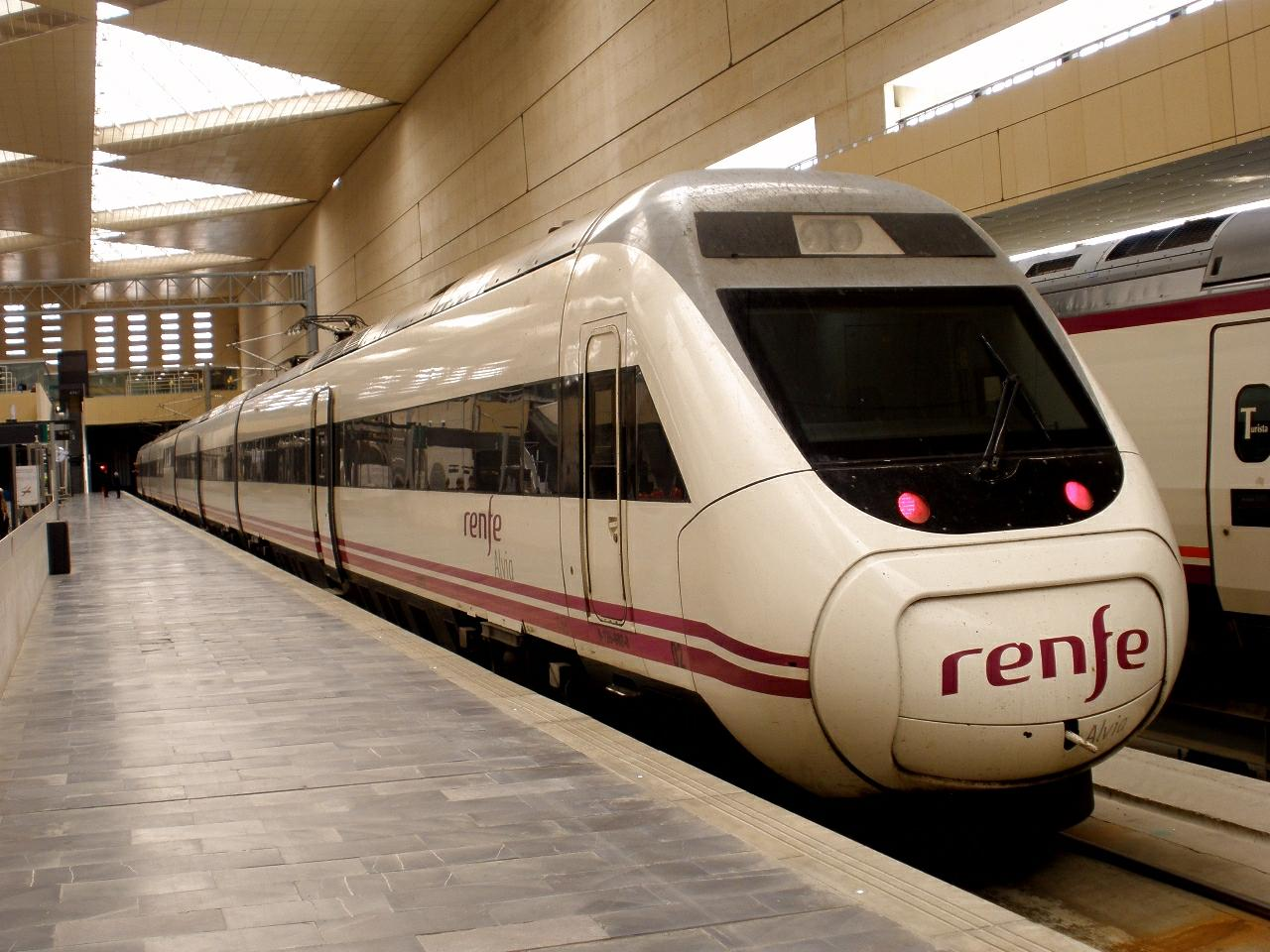
Unitat de la sèrie 120 de Renfe

La sèrie 120 de Renfe o ATPRD (AuTo Propulsat Rodadura Desplaçable) és una família de trens d'alta velocitat d'amplada variable fabricats per CAF i Alstom. Realitzen serveis denominats Alvia, en la secció d'Alta Velocitat/Llarga Distància de Renfe Operadora.
Disposen de canvi d'ample i poden operar amb dues tensions (3 kVcc i 25 kVca). Tenen una velocitat màxima de 250 km/h. Existeix una versió destinada a trajectes de Mitjana Distància, denominada sèrie 121.

## Descripció
La sèrie 120 va ser concebuda com una solució a la pèrdua de temps que es produïa en els canviadors d'ample, ja que és capaç de travessar el canviador sense detenir-se en menys d'un minut, evitant les laborioses maniobres que es realitzaven anteriorment. Per això s'utilitza el sistema BRAVA (Bogie Rodadura d'Ample Variable).
És fabricat per CAF i Alstom, amb un sistema de tracció distribuït. Poden circular per línies d'alta velocitat amb ample internacional a una velocitat màxima de 250 km/h i per vies convencionals d'ample ibèric a 220 km/h.
La configuració interior disposa de cafeteria, 81 places de classe preferent i 156 de classe turista. La sèrie 120 de Alvia disposa d'endolls elèctrics en els seients,situats sota ells. També hi ha endolls en cafeteria i en la cabina de l'interventor, i preses industrials de 2 pols + terra de 220V/16A (tapa color blau) distribuïdes al llarg del tren per a ús del personal de neteja.
La sèrie és mantinguda per ACTREN Manteniment Ferroviari, societat conformada al 51% per CAF i al 49% per RENFE. Per al seu correcte manteniment i seguretat, la sura S-120 compta amb un avançat sistema de manteniment intel·ligent del seu bogie d'ample variable basat en temperatures i acceleracions corresponents als equips i sistemes que componen els eixos i bogies del tren. El sistema Arxivat 2014-08-31 a Wayback Machine. de manteniment intel·ligent rep el nom de A.O. Arxivat 2014-08-31 a Wayback Machine.R. Arxivat 2014-08-31 a Wayback Machine.A Arxivat 2014-08-31 a Wayback Machine. i és un servei prestat per l'empresa NEM Solutions. Arxivat 2015-05-08 a Wayback Machine.. Actualment un dels sistemes més avançats de manteniment predictiu del sector.

## Subsèries

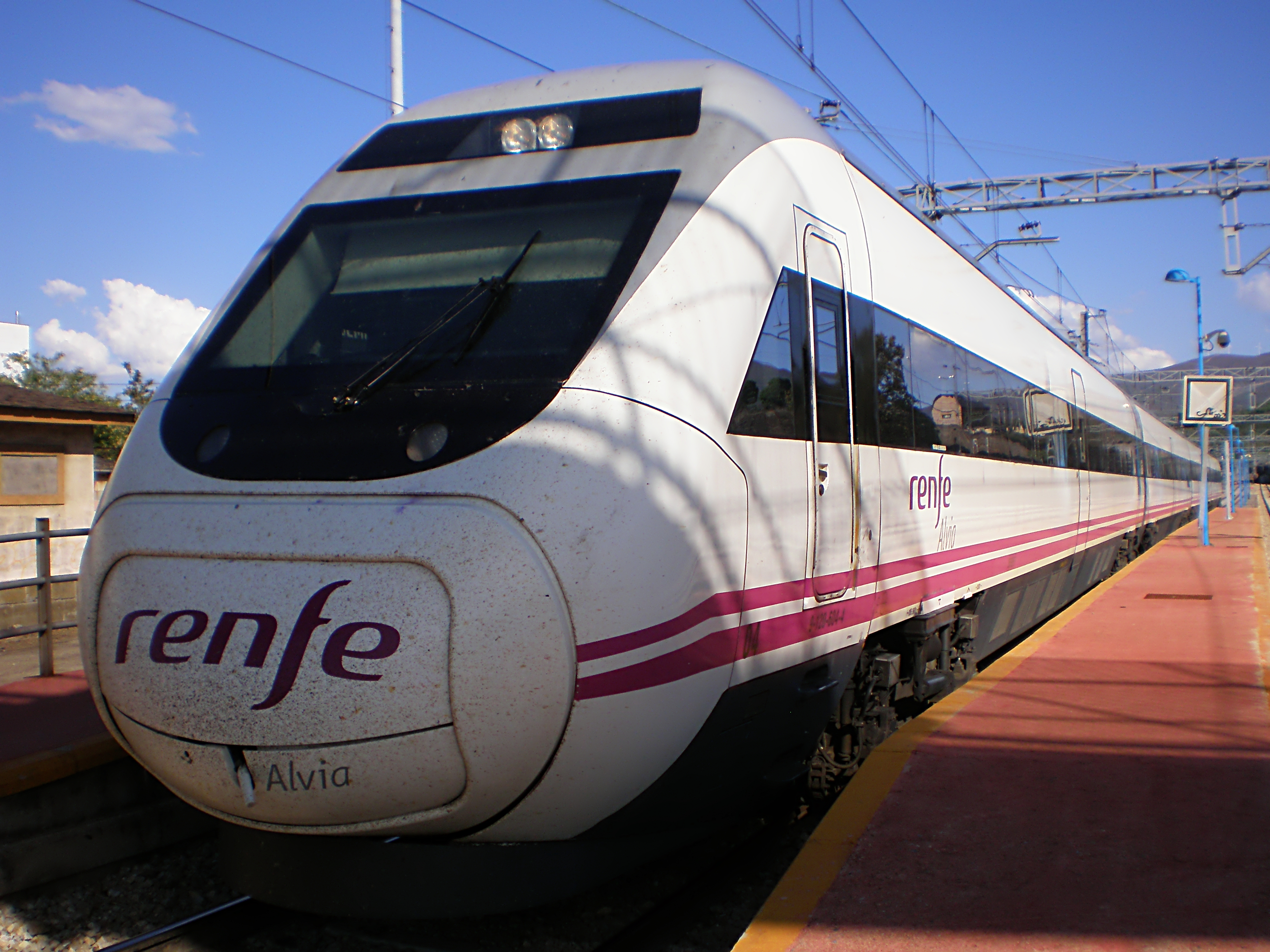
Un automotor elèctric de la sèrie 120 de Renfe Operadora, que realitza un servei Alvia Barcelona Sants - Vigo, arranca després de realitzar la seva parada comercial a l'estació de Bembibre. 06-05-2009.

La sèrie es divideix en dues subsèries, més una sèrie derivada. La primera subsèrie es compon de 12 unitats, que van començar a lliurar-se el 2005. Posteriorment es va encarregar una segona amb certes diferències tecnològiques, en concret una redundància d'equips elèctrics, requisit de seguretat necessari per poder travessar túnels de gran longitud com els túnels de Guadarrama. A més hi ha petites diferències en la distribució interior, com un menor nombre de places, encara que pràcticament es manté la mateixa configuració destinada a viatges de llarga distància. Aquesta segona subsèrie va ser numerada com 120.05 i es compon de 15 unitats anomenades tècnicament AVGL (Ample Variable Grans Línies).
Juntament amb la subsèrie 120.05 es van encarregar altres 29 trens de les mateixes característiques però destinats a relacions Avant de Mitjana Distància, que van ser englobats en la sèrie 121. La principal diferència entre les sèries 120.05 i 121 és la distribució interior, ja que en la 121 com a sèrie de Mitjana Distància manca de cafeteria i classe preferent a canvi d'un nombre més gran de seients.

## Serveis
Aquesta sèrie va començar oferint principalment el servei Alvia de Renfe Operadora entre Madrid-Porta d'Atocha i Barcelona-Estació de França, usant la L.A.V. Madrid–Barcelona a la fi de 2005, i el 20 de febrer de 2008 va deixar de prestar aquest servei per usar-se com Alvia igualment en altres relacions. Algunes unitats reforcen el servei Alaris per compensar l'escassetat de trens de la Sèrie 490 de Renfe.
Des del 15 de setembre de 2008, els S-120 de la línia Madrid-València/Castelló-Madrid són substituïts per trens Alvia de la sèrie 130. Des de llavors presten serveis que uneixen per línia d'alta velocitat Madrid i Barcelona amb nombroses ciutats del nord de la península Ibèrica.
Des del 2 de juny de 2013 la sèrie 120 substitueix a la sèrie 130 en la relació Madrid-Huelva.
Des de juny de 2013 la sèrie 120 substitueix a la Sèrie 121<meta /> en el servei Intercity Barcelona-Valladolid via Logronyo i Burgos.